# Indrek Zelinski
Indrek Zelinski (Pärnu, 13 novembre 1974) è un ex calciatore estone, di ruolo attaccante. Conta 103 presenze e 27 reti con la divisa della nazionale estone.

## Carriera

### Club
Ha cominciato a giocare in una piccola squadra di Pärnu, il Pärnu JK. In seguito ha vestito le maglie del Flora Tallinn (46 reti in 102 partite), squadra con cui ha vinto quattro campionati estoni, del Tervis Pärnu, del Kuressaare, del Lahti (in Finlandia), dell'Aalborg e del Frem (in Danimarca) e del Landskrona (Svezia).
Nel 2001 ha ricevuto il premio di calciatore estone dell'anno, succedendo a Mart Poom nell'albo d'oro.
Dal 2005 al 2009 ha militato nel Levadia Tallinn: con questo club ha realizzato 77 gol e vinto tre campionati nazionali.

### Nazionale
Ha esordito in Nazionale il 7 maggio 1994, in un'amichevole a Fullerton contro gli Stati Uniti, persa per 4-0. La sua ultima presenza è invece arrivata il 22 agosto 2007, in un match contro Andorra valido per le qualificazioni al campionato d'Europa 2008. Durante quest'incontro ha siglato il gol della vittoria al 92'.

## Palmarès

### Club
- Campionato estone: 7

Flora Tallinn: 1993-1994, 1994-1995, 1997-1998, 1998
Levadia Tallinn: 2006, 2007, 2008
- Coppa di Estonia: 4

Flora Tallinn: 1994-1995, 1997-1998
Levadia Tallinn: 2004-2005, 2006-2007

### Individuale
- Calciatore estone dell'anno: 1

2001